# KMC FC
El KMC FC es un equipo de fútbol de Tanzania que juega en la Liga tanzana de fútbol, la primera división de fútbol en el país.

## Historia
Fue fundado en el año 2014 en el distrito de Kinondoni de la ciudad de Dar es Salaam como un equipo de la segunda división nacional.
En la temporada 2017/18 logra el ascenso a la Liga tanzana de fútbol por primera vez luego de que la primera división fuera expandida a 20 equipos.
En su primera temporada en la primera división nacional terminó en cuarto lugar, lo que le dio la clasificación a la Copa Confederación de la CAF 2019-20, su primer torneo continental, en donde fue eliminado en la ronda preliminar por el AS Kigali de Ruanda.

## Participación en competiciones internacionales

### CAF
| Temporada | Torneo                       | Ronda      | Club      | Casa | Visita | Global |
| --------- | ---------------------------- | ---------- | --------- | ---- | ------ | ------ |
| 2019/20   | Copa Confederación de la CAF | Preliminar | AS Kigali | 1-2  | 0-0    | 1-2    |

### CECAFA
| Temporada | Torneo                  | Ronda          | Club           | Resultado |
| --------- | ----------------------- | -------------- | -------------- | --------- |
| 2019      | Copa Interclubes Kagame | Fase de grupos | Atlabara FC    | 1-1       |
| 2019      | Copa Interclubes Kagame | Fase de grupos | TP Mazembe     | 0-1       |
| 2019      | Copa Interclubes Kagame | Fase de grupos | Rayon Sport FC | 1-0       |